# Le Fay
Le Fay è un comune francese di 621 abitanti situato nel dipartimento della Saona e Loira nella regione della Borgogna-Franca Contea.

## Storia

### Simboli
Lo stemma comunale riprende il blasone dei Bouton du Fay, signori di Fay e di molti altri luoghi dal XIV al XVIII secolo.

## Società

### Evoluzione demografica
Abitanti censiti
Nel 2009 contava 621 abitanti.